# Rethvaler
Rethvaler eller glathvaler eller sletbage (Balaenidae) er en familie af bardehvaler. Familien indeholder 2 slægter med 3 (4) arter. Klassificeringen af arterne i familien er omdiskuteret. Rethvalsslægten indeholder formentlig 2 arter måske 3. En sydlig art kaldet Sydlig rethval synes at være forskellig fra de nordlige rethvaler, men der er uenighed om de nordlige rethvaler skal opdeles i to arter, en art i det nordlige Stillehav og en art i det nordlige Atlanterhav.

## Klassifikation
- Familie Rethvaler
  - Slægt Balaena
    - Art Grønlandshval Balaena mysticetus

  - Slægt Rethvalsslægten Eubalaena
    - Art Nordkaper Eubalaena glacialis
    - Art Sydlig rethval Eubalaena australis
    - Art Eubalaena japonica?